# Somānanda
Somānanda (« Joie Lunaire ») est un philosophe de littérature shivaïte (śaivasiddhānta) du Cachemire situé dans le Nord-Ouest de l'Inde et qui vécut au IXe siècle. Il est le précurseur de la doctrine de la Reconnaissace (Pratyabhijñā) que développa son disciple Utpaladeva. Il fut probablement un des élèves de Vasugupta. Il est l'auteur de l'ouvrage de base du śaivasiddhānta intitulé  Śivadṛṣṭi (« Vision de Shiva »).